# Maravilhoso És
Maravilhoso És é o primeiro álbum ao vivo do Koinonya, lançado em 1995.
Com produção musical de Willen Soares, foi gravado na cidade de Brasília e traz Silvério Peres como principal vocalista. Como backings, participam Bené Gomes, Ludmila Ferber, Márcio Pereira, Geraldo Alcântara e Nalma Daier.

## Faixas
1. "Levantou-Se"
2. "Desperta"
3. "Nossa Bandeira"
4. "Maravilhoso"
5. "A Honra"
6. "As Nações"
7. "Aquele que É"
8. "Pai Eu Te Louvo"
9. "Está Escrito"
10. "Já se Ouve"
11. "Graças Te Damos"
12. "Toda Adoração"
13. "Livre Acesso"
14. "Eu Hei de Ver"